# Bennhausen
Bennhausen é um município da Alemanha localizado no distrito (Kreis ou Landkreis) de Donnersbergkreis, na associação municipal de Kirchheimbolanden, no estado da Renânia-Palatinado.

## Administração
| 1960–1974 | Richard Zerger  |
| 1974–1982 | Erich Eymann    |
| 1983–1993 | Reinhold Huy    |
| 1994–     | Reinhard Horsch |

## Demografia
| 2004 | 2006 | 2009 | 2010 | 2011 |
| 141  | 148  | 145  | 157  | 156  |

## Referência
- (em alemão) Reinhold Huy, Vom Hofgut zum Dorf: Bennhausen. Ein Ort schreibt Geschichte, Gemeinde Bennhausen, 2009, ISBN 978-3-926306-60-9.